# Rob Moroso
Rob Moroso (* 28. September 1968 in Madison, Connecticut; † 30. September 1990 in Mooresville, North Carolina) war ein US-amerikanischer NASCAR-Rennfahrer. Im Jahre 1989 war er Meister und Most Popular Driver der NASCAR Busch Grand National Series, der heutigen Nationwide Series. Er starb am 30. September 1990 bei einem Verkehrsunfall.

## NASCAR-Karriere

### Busch Grand National Series
Moroso begann seine NASCAR-Karriere in der Busch Grand National Series, der heutigen Nationwide Series. Am 28. September 1986, seinem 18. Geburtstag, gab er sein Debüt im Roses Stores 150 auf dem Orange County Speedway. Er fuhr dabei in einem Oldsmobile mit der Startnummer 23, mit dem er von Platz sechs startete. Nach 56 Runden fiel er aufgrund von Aufhängungsproblemen aus. Er bestritt im selben Jahr noch ein weiteres Rennen auf dem North Carolina Speedway, welches er auf dem 18. Platz beendete.
Obwohl er bis zum damaligen Zeitpunkt nur an zwei Rennen teilgenommen hatte, erhielt er in der Saison 1987 einen Stammplatz im Team seines Vaters Dick Moroso. Wie auch im Vorjahr fuhr er einen Oldsmobile. Von den 25 Rennen, die er bestritt, beendete er zwei in den Top 5 und acht in den Top 10. In der Gesamtwertung belegte er am Saisonende den 15. Platz. Auch die Rennen der Saison 1988 bestritt Moroso im Wagen seines Vaters. Am 2. Juli 1988 gewann er das Myrtle Beach 200 auf dem Myrtle Beach Speedway. Dies war sein erster Sieg in der Busch Grand National Series. Ein weiterer folgte noch im selben Jahr im All Pro 300 auf dem Charlotte Motor Speedway, der heute als Lowe’s Motor Speedway bekannt ist. Mit zehn Top-5- und 18 Top-10-Ergebnissen belegte er am Saisonende den zweiten Platz der Gesamtwertung hinter Tommy Ellis. In der Saison 1989 kämpfte er von Anfang an um den Titel. Im Laufe der Saison gelang es ihm vier Rennen zu gewinnen. Nach dem vorletzten Saisonrennen lag er 19 Punkte hinter Tommy Houston auf Platz zwei in der Gesamtwertung. Houston musste im letzten Saisonrennen, welches am 29. Oktober auf dem Martinsville Speedway stattfand, frühzeitig mit einem Motorschaden aufgeben und mit ansehen, wie Moroso seinen Wagen sicher auf Platz drei ins Ziel brachte und damit die Meisterschaft gewann. Moroso war zu dem Zeitpunkt der jüngste Meister der NASCAR-Geschichte; dieser Rekord wurde erst 2003 von Brian Vickers gebrochen. Er wurde nach Saisonende zum Most Popular Driver, dem beliebtesten Fahrer, gekürt.

### Winston Cup
Während er in der Busch Grand National Series aktiv war, bestritt Moroso auch ein paar Rennen im Winston Cup, dem heutigen Sprint Cup. Sein Debüt gab er am 9. Oktober 1988 im Oakwood Homes 500 auf dem Charlotte Motor Speedway. Dabei fuhr er einen Chevrolet von Rick Hendrick, mit dem er auf Platz 14 ins Ziel kam. Im selben Jahr fuhr er noch ein weiteres Rennen auf dem North Wilkesboro Speedway in einen Wagen seines Vaters, mit dem er allerdings nach 142 der insgesamt 400 aus dem Rennen ausschied. Auch im Laufe seiner Meistersaison fuhr Moroso zwei Rennen im Winston Cup, die er beide im Wagen seines Vaters absolvierte. Er schied jedoch in beiden nach Unfällen aus.
Im Jahre 1990 beendeten die Morosos ihr Busch-Series-Engagement komplett und konzentrierten sich auf die Teilnahme an einer kompletten Winston-Cup-Saison. Rob fuhr den von Crown Petroleum  gesponserten Oldsmobile seines Vaters Dick Moroso. Sein selbsterklärtes Saisonziel war der Gewinn des Rookie of the Year Awards. Seine Saison war jedoch geprägt von Enttäuschungen. In den ersten 13 Rennen brachte er seinen Wagen nur zweimal ins Ziel. Der Höhepunkt der Saison war ein neunter Platz im Pepsi 400 auf dem Daytona International Speedway. Dies sollte sein einziges Top-10-Ergebnis bleiben. Dennoch glaubten viele weiterhin, dass Moroso ein talentierter Fahrer war, der auch in der höchsten Division der NASCAR erfolgreich sein könnte. Doch Moroso konnte dies nicht mehr beweisen. Er starb am 30. September 1990 bei einem Verkehrsunfall in der Nähe von Mooresville, North Carolina. Untersuchungen ergaben, dass Moroso unter Alkoholeinfluss stand und für den Unfall, bei dem auch die Fahrerin eines anderen beteiligten Fahrzeuges starb, verantwortlich war. Er wurde nach der Saison posthum zum Rookie of the Year erklärt.